# Amperea protensa
Amperea protensa är en törelväxtart som beskrevs av Christian Gottfried Daniel Nees von Esenbeck. Amperea protensa ingår i släktet Amperea och familjen törelväxter. Inga underarter finns listade i Catalogue of Life.